# PhpSysInfo
PhpSysInfo (PSI) est une interface web, écrite avec le langage PHP, qui permet d'afficher des informations concernant le système et le matériel sur lequel elle est installée. phpSysInfo est distribué sous GNU GPL version 2 de cette licence ou (à votre choix) toute version ultérieure.

## Fonctionnalités
PhpSysInfo affiche notamment les informations suivantes :
- Le système d'exploitation utilisé (version, uptime, etc.)
- Le processeur (fréquence, mémoire cache, etc.)
- Les mémoires (capacité totale, utilisée et restante)
- Les disques (partitions, points de montage, capacité totale, utilisée et restante)
- Les périphériques SCSI, IDE, PCI et USB
- Les périphériques réseau et leur utilisation
- La température des composants
- La vitesse de rotation des ventilateurs

Cette interface dispose également des fonctionnalités suivantes :
- Multilingue
- Possibilités de créer des plugins pour afficher des informations additionnelles (RAID, Onduleur, etc.)
- Nombreux thèmes disponibles

## Systèmes d'exploitation compatibles
- Linux
- FreeBSD
- OpenBSD
- NetBSD
- DragonFly
- HP-UX
- Darwin / Mac OS / OS X
- Windows 2000 / XP / 2003 / Vista / 2008 / 7 / 2011 / 2012 / 8 / 8.1 / 10 / 2016 / 2019
- Android

Plateformes en cours:
- Haiku
- Minix
- SunOS
- ReactOS
- IBM AIX
- QNX

## Fonctionnement interne
Sous Linux, phpSysInfo extrait la plupart de ces informations du système de fichiers monté sur le répertoire /proc. Pour les systèmes de type UNIX, il utilise la sortie du programme 'dmesg'. Un fichier XML est ainsi construit. La bibliothèque JavaScript jQuery parcourt ensuite le fichier XML afin de construire la page HTML affichée au client.